# Каплун (страва)
Каплу́к, або каплун (біл. каплук), — пісна білоруська національна страва у вигляді хлібної юшки. Широко вживана в минулих століттях в західних районах Білорусі, мала ще назву «каплун».

## Етимологія й історія
Слово каплук походить від іменника каплук, широкого тлумачення якого не має, але в Білорусі зустрічаються такі прізвища. Загалом ця страва була поширена серед нижчих верств населення Білорусі і служила різновидом страв в голодні роки. А, з часом, перейшла в категорію пісних страв, особливо в роки надмірної релігійності, коли дотримання посту вважалося необхідним.

## Вигляд
Каплук має вигляд першої страви, але не надто рідкої. Спершу вона складалася лише з кількох складників (води, солі та хліба), а вже пізніше господині почали додавати до неї приправи та складники, щоби урізноманітнити смакові якості.
З поширенням картоплі, як головного харчового продукту каплук почали робити не на воді, а на юшці з відвареної картоплі. А також ставили на стіл поряд із вареною картоплею, як додаткову страву.

## Рецепти
Каплук готують на пісній юшці двома способами: на воді або юшці з картоплі.

### Складники
Класичний білоруський рецепт — з небагатьох складників:
- Вода — 1 літр;
- Хліб — кілька окрайців, черствуватих;
- Жир або олія — 1 стололва ложка;
- Цибуля — 1 головка;
- Сіль — 1 щіпка;
- Спеції — на власний смак.

З поширенням картоплі господині намагалися використати картопляну юшку і добавляли, на свій смак, додаткові складники:
- Картопляна юшка — 1 літр;
- Хліб — кілька окрайців, черствуватих;
- Жир або олія — 1 стололва ложка;
- Сіль — 1 щіпка;
- Цибуля — 1 головка;
- Часник — кілька зубчиків;
- Спеції — на власний смак.